# 2125 Karl-Ontjes
A 2125 Karl-Ontjes (ideiglenes jelöléssel 2005 P-L) a Naprendszer kisbolygóövében található aszteroida. Cornelis Johannes van Houten,  Ingrid van Houten-Groeneveld és Tom Gehrels fedezte fel 1960. szeptember 24-én.